# Rating (sport)
 (février 2024).
Si vous disposez d'ouvrages ou d'articles de référence ou si vous connaissez des sites web de qualité traitant du thème abordé ici, merci de compléter l'article en donnant les références utiles à sa vérifiabilité et en les liant à la section « Notes et références ».
Pour les articles homonymes, voir Rating.
Pour l’article homonyme, voir Notation financière.
Le terme anglais de rating est utilisé dans plusieurs sports. Il est parfois traduit par rang, moyenne ou évaluation selon les sports. On parle ainsi en français d'évaluation de quarterback en football américain pour traduire quarterback rating.

## Sport hippique
En sport hippique, le rating est une valeur attribuée à un cheval de course qui permet de chiffrer le niveau de ses performances. Le rating est exprimé en livres.

Deux systèmes concurrents existent pour les chevaux pur-sang : 
- Timeform ;
- Le classement de la FIAH (International Federation of Horseracing Authorities)

## Sport nautique
En voile, le rating est le résultat du calcul par une formule de jauge ou par les critères d'évaluation d'une jauge de course. Il permet l'estimation de la vitesse des voiliers afin d'établir leur catégorie, leur classe, ou le classement lors d'une régate. 
Par exemple, selon la Jauge universelle, le rating R est une longueur calculée par la formule : 
{\displaystyle R={\frac {0,18\cdot L\cdot {\sqrt {S}}}{\sqrt[{3}]{D}}}}. Ce rating, en mètres ou en pieds correspond à une longueur de flottaison dynamique du voilier généralement supérieure à sa longueur de flottaison au repos. La vitesse maximum du bateau est proportionnelle à la racine carrée de cette longueur, sauf si le voilier est capable de déjauger. Ce rating permet d'attribuer à chaque voilier un coefficient de compensation du temps réel chronométré lors d'une course afin d'obtenir un temps compensé par un handicap remettant tous les bateaux à armes égales, selon les règles définies par la jauge.